# Patrice Higonnet
Patrice Louis René Higonnet (*  3. Februar 1938 in Saint-Cloud) ist ein französischer Historiker, der bis 2015 als Robert Walton Goelet Research Professor für französische Geschichte an der Harvard University lehrte.

## Leben
Sein Vater René Alphonse Higonnet (1902–1983) besuchte in den 1920er Jahren die Harvard University mit einem Stipendium. Mit Louis Moyroud erfand er ab 1948 in den USA ein erfolgreiches Fotodruckverfahren (Linotype) für Bücher und Zeitungen. Die Mutter hatte auch ungarische Wurzeln.
Patrice Higonnet studierte in Harvard bis zur Promotion 1963 mit einem Längsschnitt zum dörflichen Leben in Zentralfrankreich und an der University of Oxford (1958–60). Er ist ein Spezialist für die französische Geschichte des 17. und 18. Jahrhunderts. Bekannt ist sein Buch über den Unterschied der Schwesterrevolutionen in den USA und Frankreich (1988), in dem er die Differenzen gegenüber R. R. Palmers und Jacques Godechots Idee einer zusammenhängenden Atlantischen Revolution mit etlichen Tochterrevolutionen betont.
Er hat mehrere Studien zu den konfessionellen Kämpfen gegen die Camisarden in den Cevennen im 18. Jahrhundert vorgelegt.

## Schriften
- Le village des fanatiques, Vendémiaire Paris 2014. ISBN 978-2363581365 (über den Mord am Abt von Chayla François Langlade 1702)
- La gloire et l’echafaud: Vie et destin de l’architecte de Marie-Antoinette (2011) ISBN 978-2363580061 (über Richard Mique)
- Paris: capital of the world, Cambridge, Harvard University Press, 2002. ISBN 9780674008878
- Goodness Beyond Virtue: Jacobins during the French Revolution (1998)
- Sister Republics. The Origins of French and American Republicanism. Harvard University Press, 1988. ISBN 0674809823, repr. 2013 ISBN 9780674184275
- Class, Ideology, and the Rights of Nobles during the French Revolution (1981)
- Pont-de-Montvert: Social Structure and Politics in a French Village 1700–1914, Cambridge, Harvard UP 1971 ISBN 9780674689602
- Social Background of Political Life in Two Villages of Central France 1700–1962, Harvard 1964 [=Diss.]